# Nhà tài trợ (thương mại)

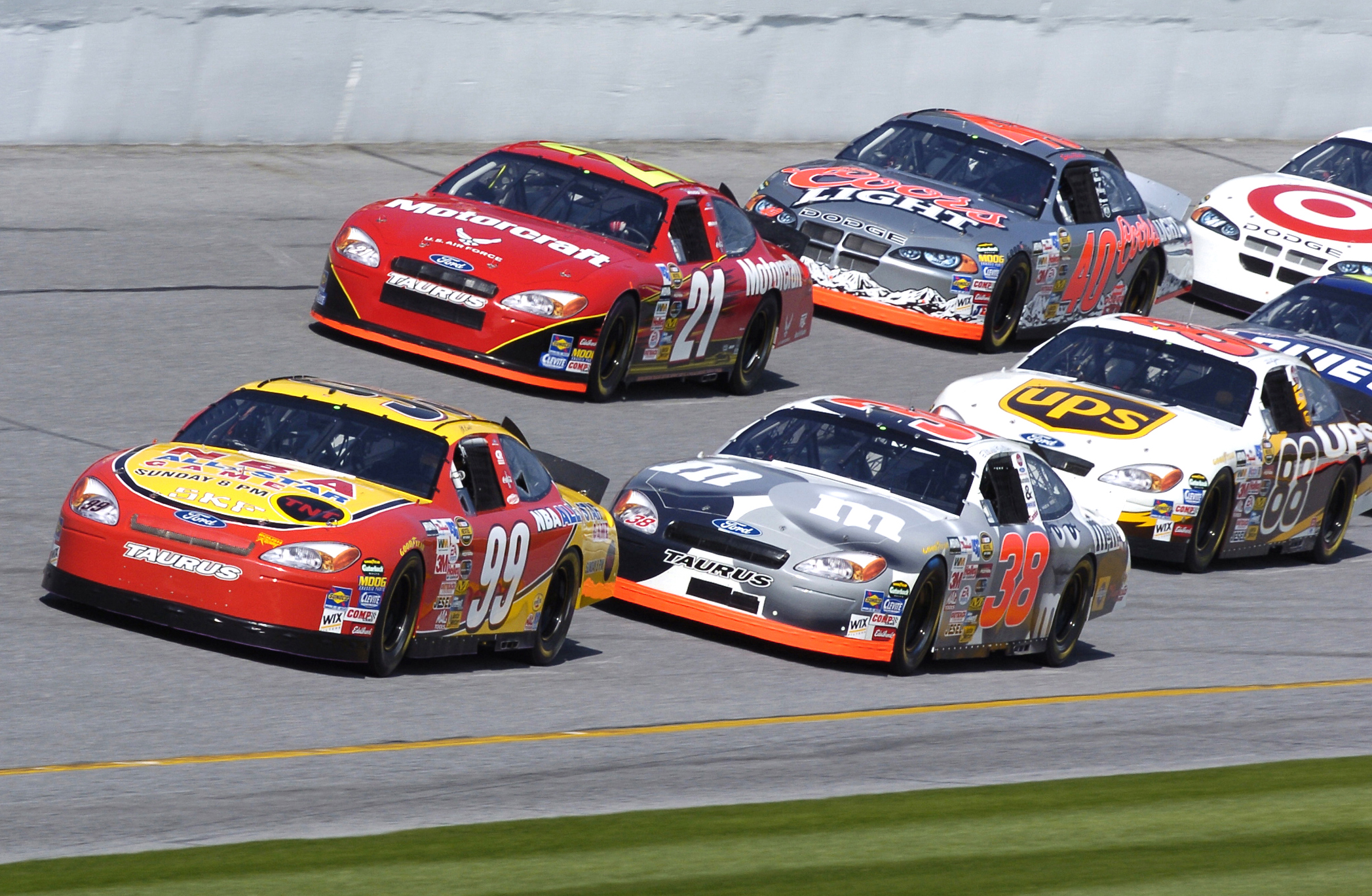
Corporate logos showing NASCAR team sponsors.

Tài trợ là việc hỗ trợ cho sự kiện, hoạt động, con người hoặc một tổ chức về tài chính hoặc qua việc cung cấp các sản phẩm hoặc dịch vụ.
Một nhà tài trợ là một cá nhân hoặc một nhóm mà cung cấp sự hỗ trợ, giống như là việc làm từ thiện.

## Định nghĩa
Sự tài trợ là một khoản tiền mặt hoặc hiện vật được trả cho cho một tài sản (thường là thể thao, nghệ thuật, giải trí, hoặc các nguyên nhân khác) để đổi lấy quyền truy cập sự khai thác tiềm năng thương mại liên quan tới tài sản đó.
Trong khi sponsoree (tài sản đã được tài trợ) có thể phi lợi nhuận, không như hoạt động từ thiện, sự tài trợ được hoàn thành với hi vọng thu lại lợi ích thương mại.
Sự tài trợ có thể cho phép nâng cao nhận thức, xây dựng thương hiệu và tạo ra xu hướng mua hàng, nó khác với quảng cáo. Không như quảng cáo, sự tài trợ không thể truyền thông thuộc tính sản phẩm cụ thể. Nó cũng không thể đứng tách biệt riêng rẽ, bởi vì sự tài trợ yêu cầu hỗ trợ từ nhiều yếu tố khác

## Các lý thuyết
Một loạt các lý thuyết tâm lý và truyền thông đã được sử dụng để giải thích sự tài trợ thương mại hoạt động như thế nào để tác động đến người mua hàng. 
Hầu hết sử dụng khái niệm là một thương hiệu (nhà tài trợ) và sự kiện (Được tài trợ) trở nên liên kết với nhau trong trí nhớ thông qua sự tài trợ và kết quả là sự suy nghĩ về thương hiệu có thể gợi nhớ đến các sự kiện liên kết, trong khi giúp đỡ mọi người đi qua chốt giao thông của sự kiện có thể trở nên quen thuộc với sự liên kết thương hiệu. Cornwell, Weeks and Roy (2005) đã công bố một xem xét mở rộng về lý thuyết được sử dụng để giải thích tác động của tài trợ thương mại.
 Một trong những phát hiện phổ biến nhất đối với sự tài trợ là các tác động tốt nhất sẽ đạt được khi có sự kết nối hợp lý giữa nhà tài trợ và bên được tài trợ, như là một thương hiệu thể thao tài trợ cho một sự kiện thể thao. Nghiên cứu bởi Cornwell và các đồng nghiệp tuy nhiên đã chỉ ra rằng các thương hiệu mà không có sự kết nối hợp lý vẫn có thể đạt được lợi nhuận, ít nhất là trong tác động về trí nhớ nếu nhà tài trợ trình bày rõ lý do cho sự tài trợ với khán giả.

## Phân loại

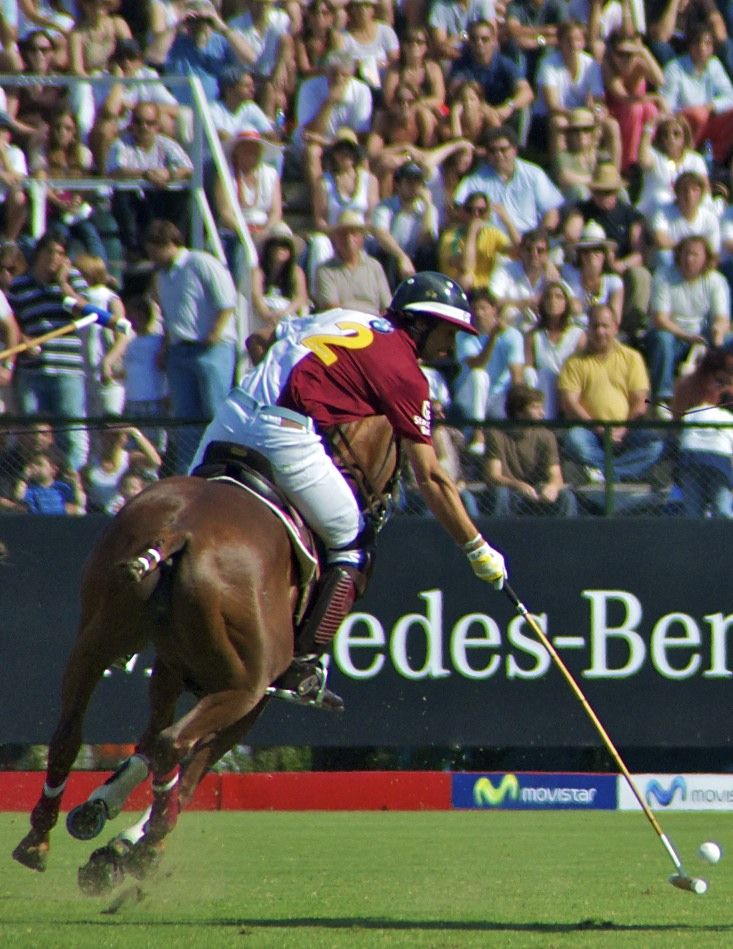
Sponsorship of an automotive company in equestrian sports

- Tài trợ danh hiệu là vị trí cao nhất của sự tài trợ. Nó đặc trưng sự đóng góp có ý nghĩa nhất tới một công ty trong tổ chức và chủ sự kiện. Thường cái tên của nhà tài trợ xuất hiện bên cạnh tên của cuộc thi, đội thi, vận động viên cá nhân và được liên quan với nó (ví dụ, logo của tài trợ danh hiệu được xuất hiện trên đồng phục của câu lạc bộ bóng đá). Trạng thái của nhà tài trợ danh hiệu cũng cho phép một tiếng nói quyết định về vấn đề hiện diện giữa các nhà tài trợ của công ty khác hoạt động trong cùng một ngành kinh doanh, quyền ưu tiên để sử dụng người chơi hoặc huấn luyện viên để thực hiện một chương trình khuyến mãi chung, quyền xuất hiện tại tất cả sự kiện chính thức chuẩn bị cho một sự kiện thể thao, đề cập bắt buộc trong tất cả các hoạt động trên danh nghĩa của đội bóng, nhấn mạnh tên thương hiệu trên các bộ phim, chương trình truyền hình mà được tạo ra với hỗ trợ tài chính, vị trí logos và banners. Trong trường hợp ít sự xuất hiện của nhà tài trợ, vị trí chung của nhà tài trợ có thể vẫn để trống.
- Nhà tài trợ chung là một nhà tài trợ mà đưa ra một trong những đóng góp lớn nhất (trong sự vắng mặt của một nhà tài trợ tiêu đề - thường nhiều hơn 50% của toàn bộ quỹ tài trợ được đưa ra) và nó nhận lại quyền sử dụng hình ảnh của cuộc thi cũng như phủ sóng các phương tiện truyền thông. Nếu cần thiết tình trạng của nhà tài trợ chung có thể được bổ sung bởi các nhà tài trợ chung cho các hạng mục cố định, cũng như là các nhà tài trợ chính
- Nhà tài trợ chính thức là một nhà tài trợ mà đưa ra một phần cố định trong quỹ (trong khoảng 20 -25%). Thông thường, tình trạng được đưa ra có thể phân chia cấp theo thể loại. ("đối tác bảo hiểm chính thức", đối tác chính thức linh động", etc)
- Tài trợ kỹ thuật là một nhà tài trợ mà hỗ trợ tổ chức sự kiện thể thao thông qua các chi trả toàn bộ hoặc một phần các sản phẩm và dịch vụ (ví dụ: các thiết bị y tế, thể hình, sự di chuyển của tổ chức và chỗ ăn ở)
- Nhà tài trợ tham gia là một công ty, số lượng tài trợ thường không vượt quá 10% tổng số quỹ huy động.
- Nhà tài trợ thông tin là một tổ chức mà cung cấp thôngtin để hỗ trợ thông qua phủ sóng truyền thông, thực hiện các hành động PR, các hoạt động chung...

## Các quy tắc
Tất cả sự tài trợ nên được dựa trên nghĩa vụ hợp đồng giữa nhà tài trợ và được tài trợ. Các nhà tài trợ và bên được tài trợ nên đưa ra các điều khoản và điều kiện rõ ràng với các bên liên quan khác, để xác định các kì vọng của họ liên quan tới các khía cạnh của việc tài trợ. Sự tài trợ nên nhận dạng được.
Các điều khoản và điều hành tài trợ cần được dựa trên nguyên tắc của niềm tin tốt giữa các bên liên quan trong sự tài trợ. Nên có sự rõ ràng về các quyền cụ thể được đưa ra và xác nhận rằng đây là có sẵn cho tài trợ từ quyền người nắm giữ. Các bên nhận tài trợ nên hoàn toàn có quyền quyết định giá trị của quyền tài trợ mà họ đề ra và sự riêng biệt của nhà tài trợ với người họ kí hợp đồng.

### Bán hàng
Vòng tròn bán hàng cho các nhà tài trợ bán hàng thường là một quá trình dài mà bao gồm mảng nghiên cứu, tạo ra các đề xuất phù hợp dựa trên một mục tiêu kinh doanh của công ty, tìm kiếm các liên lạc đúng tại một công ty, nhận sự mua hàng từ nhiều bên và cuối cùng đàm phán lợi ích/ giá. Một vài việc bán hàng có thể kéo dài tới một năm và người bán báo cáo chi tiêu tại bất cứ đâu giữa 1- 5 giờ nghiên cứu mỗi công ty mà được nhìn nhận như là một đề xuất tiềm năng cho sự tài trợ.
.

### Tận dụng và sự hoạt động
Có nhiều điều khoản được sử dụng bởi các chuyên gia tài trợ, nó đề cập đến một nhà tài trợ sử dụng các lợi ích được đề ra trong các điều khoản tài trợ như thế nào. Sự tận dụng đã được định nghĩa bởi Weeks, Cornwell và Drennan (2008): " hoạt động sử dụng truyền thông tiếp thị tài sản thế chấp để khai thác tiềm năng thương mại của sự liên kết giữa nhà tài trợ và được tài trợ trong khi sự hoạt động được định nghĩa là " sự truyền thông mà thúc đẩy sự gắn kết, cải tiến hoặc tham gia của khán giả tài trợ với nhà tài trợ."
Khoản tiền chi dùng cho các hoạt đồng là vượt qua hoặc trên các chi phí đúng được chi trả cho các tài sản được tài trợ và nó thường lớn hơn nhiều so với giá của các chi phí
"

## Các thị trường tài trợ
Các dự án IEG chi tiêu cho sự tài trợ toàn cầu tăng lên 5.2% trong năm 2011 lên đến 46.3 tỷ đô. Trừ các khoản chi bởi các công ty Mỹ, phần còn lại của các nhà tài trợ thế giới chi tiêu đến 29.1 tỷ đô cho quan hệ đối tác trong năm 2010 và các dự án IEG mà tổng tăng 4.8% tới 30.5 tỷ đô trong năm 2011.
 Châu Âu là nguồn chi tiêu tài trợ lớn nhất, với 24.44 triệu bảng (29 triệu đô la Mỹ) trong chỉ các thành viên của EU năm 2014,  theo sau đó là Bắc Mỹ, châu Á Thái Bình Dương. Sự phát triển tại Trung và nam Mỹ suốt 2010 đã không xảy ra để mở rộng dự án - 3.8 phần trăm với dự đoán 5.7% - mặc dù FIFA World Cup và Olympic Games tại Brazil năm 2014 và 2016. Với World Cup 2010 kết thúc, hoạt động tài trợ bắt đầu nóng lên do đó địa điểm được dự báo là nguồn phát triển nhanh nhất số tiền tài trợ bên ngoài Bắc Mỹ, với dự đoán tỉ lệ tăng là 5.6% năm 2011.
Pháp luật ngành công nghiệp truyền hình giải trí xung quanh vị trí sản phẩm đã dẫn đến một số lượng nhỏ nhưng tăng lên trong tài trợ các chương trình tivi tại UK. Tuy nhiên, tài trợ thương mại của các đội thể thao và cầu thủ Anh là một ngành công nghiệp tiền tỷ. Ví dụ, Adidas trở thành nhà tài trợ và người cung cấp của bộ dụng cụ Manchester United trong suốt mười mùa thi đấu, trong đợt tài trợ năm 2014 với giá trị tối thiểu là 750 triệu Bảng (Nhiều hơn 1.1 tỷ đô la Mỹ)
.
Báo cáo tài trợ của IEG đã tiến hành nghiên cứu chính trên chi tiêu tài trợ trung bình kể từ 1984, các dự án 18.2 tỷ đô la Mỹ sẽ được dùng cho các công ty ở Bắc Mỹ cho các chi phí quyền năm 2011, hơn 5.2% so với năm 2010. Các chi tiêu tài trợ bởi các công ty Bắc Mỹ phát triển 3.9% trong năm 2010 lên tới 17.2%.
Vì nó có hết trong các năm trong tổng 2 thập kỷ, tỉ lệ phát triển của tài trợ sẽ đón đầu trải nghiệm bởi quảng cáo, khuyến mãi bán hàng, theo như IEG, chi tiêu của truyền thông Bắc Mỹ đã tăng lên hai phần trăm trong năm 2010.

## Tìm hiểu thêm
- Marketing
- Quảng cáo